# Playing Dead (film 1915)
Playing Dead è un film muto del 1915 diretto da Sidney Drew con la supervisione di J. Stuart Blackton e Albert E. Smith.

## Trama
James Blagwin, elegante frequentatore del country-club, conduce una vita senza pensieri finché la moglie si infatua di un attivista socialista che la frastorna con le sue idee sui diritti delle donne. Lei decide di lasciare il marito e James, per evitare l'onta di un divorzio, finge di volersi suicidare a causa di una grave malattia che l'avrebbe colpito. Imbarcato su uno yacht, inscena il suo annegamento. Il suo piano è quello di intascare adesso il proprio denaro che dovrebbe "ereditare" da sé stesso. Ma il testamento non si trova. Preoccupato, si ricorda di averlo nascosto in un libro: per recuperare il documento, si traveste da ladro e si introduce in casa dove, però, viene "catturato" dalla moglie. Piena di rimorsa e pentita, Jeanne chiede perdono al marito, riconciliandosi con lui.

## Produzione
Il film fu prodotto da Sidney Drew per la Vitagraph Company of America.

## Distribuzione
Distribuito dalla V-L-S-E, il film uscì nelle sale cinematografiche statunitensi il 20 settembre 1915.